# Caryophyllia mabahithi
Caryophyllia mabahithi är en korallart som beskrevs av Gardiner och Frank Albert Waugh 1938. Caryophyllia mabahithi ingår i släktet Caryophyllia och familjen Caryophylliidae. Inga underarter finns listade i Catalogue of Life.